# Liste der denkmalgeschützten Objekte in Olšany u Kvášňovic
Grundlage dieser Liste der denkmalgeschützten Objekte in Olšany u Kvášňovic ist die ÚSKP-Liste (Ústřední seznam kulturních památek České republiky, deutsch Zentrale Liste der Kulturdenkmäler der Tschechischen Republik), die von der tschechischen Denkmalschutzbehörde NPÚ (Národní památkový ústav, deutsch Nationale Denkmalbehörde) seit 1987 geführt wird und an die seit dem Jahr 1850 geschaffenen Listen anschließt.

## Denkmalgeschützte Objekte nach Ortsteilen

### Olšany
| Lage                               | Objekt        | Beschreibung | ÚSKP-Nr.                  | Bild          |
| ---------------------------------- | ------------- | --- | ------------------------- | ------------- |
| Olšany, bei Nr. 1 (Standort)       | Marterl       | Kalvariensäule mit schlanker prismatischer Säule und Kapellenerweiterung. Barocker Bildstock mit mittelalterlichen Elementen, ein Beispiel für volksbildhauerische Arbeit. | 22483/4-3200 Info Katalog | Marterl       |
| Olšany, Olšany 9 (Standort)        | Gehöft Nr. 9  | Gehöft mit gemauertem Wohnhaus mit angrenzendem Stall und Scheune am Ende des Hofes. Im Giebel der Wohnung unter der Verkleidung ein Gemälde des Hl. Wenzel zu Pferd, tschechisches Emblem und datiert 1856. Beispiel eines Backsteinhauses aus der Zeit nach der Mitte des 19. Jahrhunderts. | 24946/4-3198 Info Katalog | Gehöft Nr. 9  |
| Olšany, hinter dem Dorf (Standort) | Marterl       | Bildstock bestehend aus einer Säule, einem einfachen Säulenkopf und einem Metallkreuz an der Spitze. Ein Beispiel für volksbildhauerische Arbeiten aus der Zeit vor der Mitte des 19. Jahrhunderts.                                                                                           | 25910/4-3097 Info Katalog | Marterl       |
| Olšany, Olšany če. 37 (Standort)   | Gehöft Nr. 37 | Landhaus: Wohnhaus, Scheune, Stallungen, Tor, Umfassungsmauer | 35569/4-3197 Info Katalog | Gehöft Nr. 37 |